# Armadillo erythroleucus
Armadillo erythroleucus är en kräftdjursart som beskrevs av Gustav Budde-Lund 1904. Armadillo erythroleucus ingår i släktet Armadillo och familjen Armadillidae. Inga underarter finns listade i Catalogue of Life.